# Theristus (D.) calceolatum
Theristus (D.) calceolatum är en rundmaskart. Theristus (D.) calceolatum ingår i släktet Theristus, och familjen Monhysteridae. Arten är reproducerande i Sverige.